# Egal gibt es nicht
Egal gibt es nicht ist ein deutscher Dokumentarfilm aus dem Jahr 2017, der die junge Politaktivistin Paulina Fröhlich über mehrere Monate in ihrer Kampagnenarbeit begleitet. Regisseur Florian Hoffmann versucht, sowohl die Motivation ihres Engagements als auch die auftretenden Hindernisse einzufangen.

## Handlung
Der Film begleitet über ein Jahr hinweg die junge Politaktivistin Paulina Fröhlich. Die bis dahin nicht öffentlich in Erscheinung getretene Master-Absolventin wird zur Sprecherin der neugegründeten Initiative „Kleiner fünf“ bestimmt, die sich gegen den Einzug rechtspopulistischer Parteien in den Bundestag einsetzt. Zu Beginn werden ihre persönlichen Motive geschildert, sich zu engagieren. Sie fürchtet den Verlust gesellschaftlicher Errungenschaften und von Freiheitsrechten. Innerhalb der Initiative werden Strategien besprochen, danach sieht man, wie erste Aktionen gestartet werden. Paulina gibt erste Interviews, sie ist auch auf dem Motiv der Flyer abgebildet. Der Film folgt ihr zu Besprechungen mit anderen Aktivisten und Beratern. Im Laufe der Monate erfährt Paulina, dass sie mit Name und Foto auf einem rechtsextremen Blog identifiziert wird, und ist irritiert darüber, dass die Initiative keine konkreten Sicherheitsmaßnahmen ihrer Person geplant hat. Mehrere Gespräche mit Menschen aus ihrem Umfeld zeigen, dass die von ihr gesehene Notwendigkeit nicht überall gleich präsent ist, was sie frustriert. Ihrer Meinung nach könnten einem all diese Entwicklungen nicht egal sein. Sie besucht eine rechte Kundgebung, um die dort herrschende Dynamik selbst zu erleben. Von einem Berater auf die Diskrepanz zwischen dem sozioökonomischen Hintergrund der Aktivisten und der Wähler der rechtspopulistischer Parteien angesprochen, beschließen die Aktivisten, mit einem Bus mehrere Städte (z. B. Chemnitz, Gelsenkirchen und Schwerin) zu besuchen, um mit den betroffenen Menschen direkt ins Gespräch zu kommen. Der Film endet mit dem Wahlabend am 24. September 2017 und dem Bekenntnis des Vereins, trotz der offensichtlichen Niederlage, weiterzumachen.

## Produktion
Der Film ist die Abschlussarbeit des Regiestudiums von Florian Hoffmann an der Deutschen Film- und Fernsehakademie Berlin. Der Regisseur verzichtet auf einen Kommentar und lässt die handelnden Personen sprechen. Zwar spricht Paulina über den Film hinweg öfter in die Kamera, stellt auch rhetorische Fragen, erhält aber keine Antworten. Der Film folgt ihr auch in intimen Momenten und zeigt verschiedene Facetten seiner Hauptdarstellerin.

## Kritik
Mediasteak schreibt:

„Regisseur Florian Hoffmann gelingt hier mit seinem Debüt etwas Außerordentliches: Eine andauernde Nahaufnahme Paulinas, die durch den Fokus aufs Detail dem Zuschauer paradoxerweise einen, wenn auch kurzen, Panoramablick auf unser Land, seine Politik und sein Mediensystem erhaschen lässt.“

## Ausstrahlung
Der Film wurde am 7. November 2017 im Rahmen der Duisburger Filmwoche uraufgeführt. Am gleichen Tag hatte er seine Erstausstrahlung im Fernsehen auf 3sat. Der Film steht dort noch für fünf Jahre in der Mediathek zum Abruf bereit.